# Viradeira
Viradeira es el nombre que recibe el periodo de la historia de Portugal que se inició el 13 de marzo de 1777 con el nombramiento que hizo María I de nuevos secretarios de Estado, relevando a Sebastião José de Carvalho e Melo (marqués de Pombal), ‘valido’ lusitano de José I, que siguiendo el modelo de la Europa del siglo xviii, había depositado en el de Pombal poderes para subyugar a la aristocracia del país y poner al servicio del Estado a la Inquisición portuguesa a lo largo de 27 años. Se considera asimismo el último capítulo del Antiguo Régimen portugués.
La enemistad de la nueva reina con el omnipotente ministro de su padre y las consiguientes intrigas cortesanas inherentes a todo cambio político, facilitaron un inicial «momento de confusión y de clamor» que «se llamó la viradeira». Hubo algaradas callejeras en Lisboa «contra el “tirano”» y se liberaron más de ochocientos presos políticos. En contrapartida, en la Universidad de Coímbra, «alma mater» del marqués de Pombal, se propuso una contrarreforma y limpieza de librepensadores, que José Hermano Saraiva considera frustrada, si bien otras fuentes dejan noticia de que uno de los afectados, Francisco de Melo Franco, escribió como represalia O reino da estupidez.
Cierto es que en 1780 se creó la Casa Pia de Lisboa, institución con fines policiales, culturales y de beneficencia, definida por Latino Coelho como una universidad plebeya. Asimismo, la relativa estabilidad política, salvado el giro brusco inicial, propició la creación de la Real Academia de Ciencias en 1779; el Aula Pública de Dibujo y Diseño (en Oporto), y el aula Regia de Diseño (en Lisboa); la Biblioteca Pública de la Corte en 1796; y las Academias de Marina y de Fortificación, Artillería y Diseño. 
En lo político, la caída de Sebastião José de Carvalho e Melo fue atribuida a Tomás Xavier de Lima, vizconde de Vila Nova de Cerveira. Asimismo, la sentencia de 23 de mayo de 1781 rehabilitó la memoria de los Távoras y sus familiares, acusados de involucrarse en la conjura de 1758 y ejecutados tras un simulacro de juicio. Poco después, un decreto de 16 de agosto de 1781 que dictaba el castigo sobre la persona del Marqués, fue modificado tras haber solicitado perdón real, y en atención a su avanzada edad, se le permitió seguir vivo aunque confinado en su Quinta de Pombal, donde fallecería el 8 de mayo de 1782 a los 82 años de edad.
La influencia de Sebastião de Melo se mantuvo activa en la intriga cortesana a través de Frei Inácio de S. Caetano, confesor de la reina, y alfil del exministro, cuya gestión directriz en la corte portuguesa habían asumido el marqués de Angeja y el citado vizconde de Vila Nova, finalmente meras comparsas de la administración del Estado, y que se compensaron con otros dos ministros conservados del periodo Pombal.
Para algunos historiadores la “Viradeira antipombalina” derivó en una progresiva pérdida del control estatal sobre muchas de las áreas económicas, con la extinción de algunos de los monopolios que había establecido Pombal; también permitió que la Iglesia retomara la influencia que tenía en el país, tanto como la mayor presión de la alta nobleza sobre el Estado, tras la liberación de presos políticos y la rehabilitación de muchos nobles, algunos incluso a título póstumo. Por su parte, Hermano Saraiva enumera como cambios notables de la Viradeira: la abolición de monopolios en el comercio de Brasil, la declaración de la libertad de comercio en 1780 (aunque se mantuvo una de las compañías más vituperadas, la Compañía de las Viñas del Alto Duero, y el «brote de formación capitalista que Pombal había abierto»). En el plano internacional, el periodo se vio favorecido más por golpes de fortuna que por méritos de política gubernamental, así, se benefició con el brote independentista americano entre 1776-1783 que agravó «la rivalidad marítima anglo-francesa» en el Atlántico, y con las coaliciones europeas contra la Revolución Francesa (convirtiéndose en principal proveedor de los británicos y consiguiendo que por primera vez en la historia de las relaciones comerciales entre ambos países el saldo favoreciese a Portugal.